# Europese kampioenschappen judo 1980 (vrouwen)
De Europese kampioenschappen judo 1980 werden op 15 en 16 maart 1980 gehouden in Udine, Italië. 

## Resultaten
| Gewichtsklasse | Goud               | Zilver             | Brons                             |
| -------------- | ------------------ | ------------------ | --------------------------------- |
| – 48 kg        | Jane Bridge        | Paola Napolitano   | Eva Hillesheim Annie Bechepay     |
| – 52 kg        | Patricia Montaguti | Bridgette McCarthy | Edith Hrovat Mileva Smilianić     |
| – 56 kg        | Gerda Winklbauer   | Liesbeth Beeks     | Thérèse Nguyen Loretta Doyle      |
| – 61 kg        | Laura Di Toma      | Brigitte Deydier   | Marina Angelović Jeannine Peeters |
| – 66 kg        | Catherine Pierre   | Nadia Amerighi     | Paula Mallens Marie-France Mill   |
| – 72 kg        | Jocelyne Triadou   | Ingrid Berghmans   | Barbara Claßen Avril Malley       |
| + 72 kg        | Margherita De Cal  | Paulette Fouillet  | Heather Ford Christiane Kieburg   |
| Open           | Barbara Claßen     | Ingrid Berghmans   | Paulette Fouillet Avril Malley    |

## Medailleklassement
| Plaats | Land                     | Goud | Zilver | Brons | Totaal |
| 1      | Italië                   | 3    | 2      | –     | 5      |
| 2      | Frankrijk                | 2    | 2      | 2     | 6      |
| 3      | Verenigd Koninkrijk      | 1    | 1      | 4     | 6      |
| 4      | Bondsrepubliek Duitsland | 1    | –      | 3     | 4      |
| 5      | Oostenrijk               | 1    | –      | 1     | 2      |
| 6      | België                   | –    | 2      | 2     | 4      |
| 7      | Nederland                | –    | 1      | 1     | 2      |
| 8      | Joegoslavië              | –    | –      | 2     | 2      |
| 9      | Zwitserland              | –    | –      | 1     | 1      |
|        | Totaal                   | 8    | 8      | 16    | 32     |